# Penselmuseet, Bankeryd

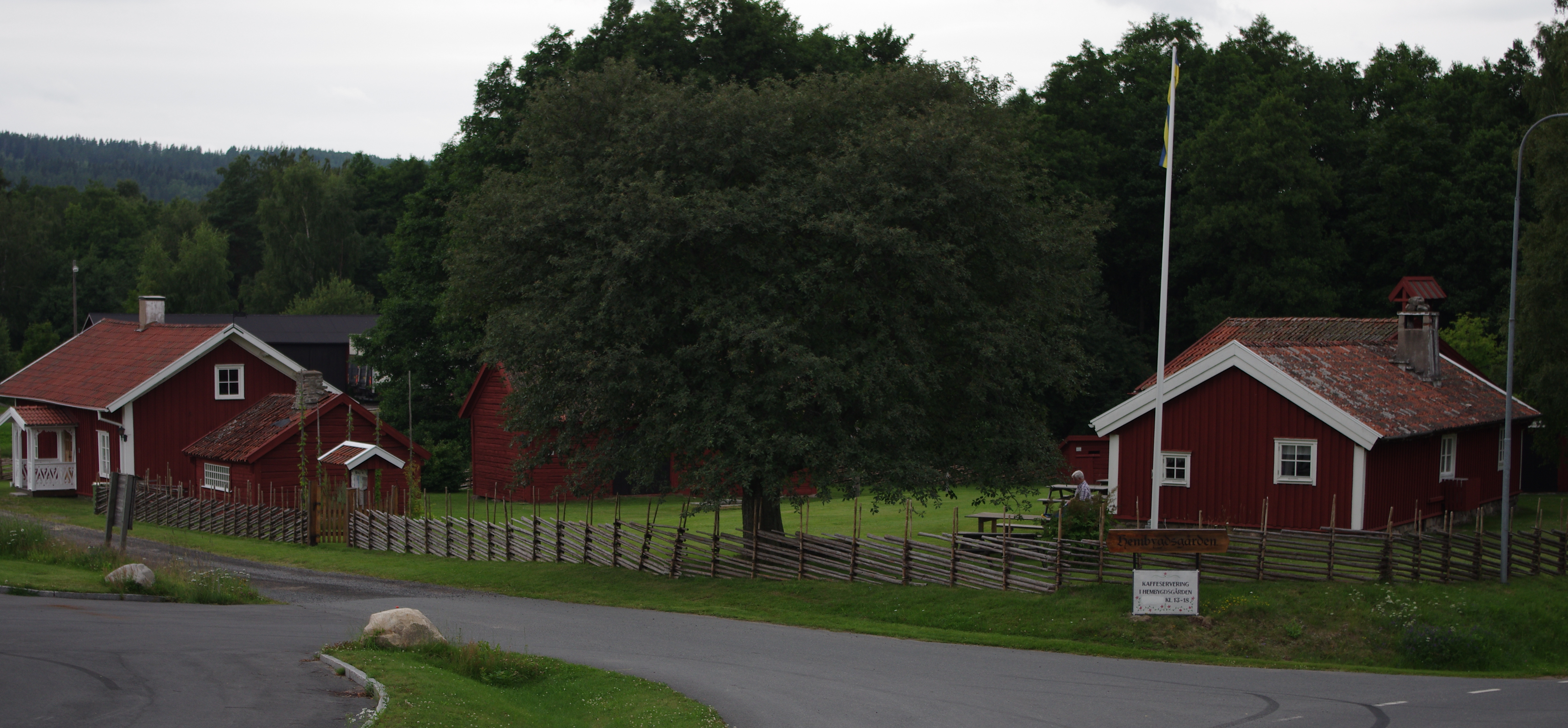
Bankeryds hembygdsgård med Penselmuseet

Penselmuseet ligger i Bankeryds hembygdsgård i Bankeryd i  Jönköpings kommun.
Bankeryd är idag centrum för penseltillverkningen i Sverige.  Harry Isaksson startade penseltillverkning i Bankeryd i början av 1920-talet. I dag tillverkas där alla de kända penselfabrikaten, som Anza, Stiwex, Wagner Pensel, Perfect och Habo Specialpenslar.